# Le Port-Marly
Le Port-Marly là một xã của Pháp, nằm ở tỉnh Yvelines trong vùng Île-de-France.
Người dân ở đây trong tiếng Pháp gọi là Marlyportains.
Thị trấn Port-Marly nằm về phía tây bắc của tỉnh, có cự ly 12 km về phía bắc của Versailles, 3 km về phía nam-đông-nam của Saint-Germain-en-Laye và cách trung tâm Paris 20 km.
Các đơn vị giáp ranh: Croissy-sur-Seine về phía đông bắc, Louveciennes về phía đông nam, Marly-le-Roi về phía tây và Le Pecq về phía bắc.